# Westenhofen
Westenhofen ist ein Gemeindeteil des Marktes Schliersee im oberbayerischen Landkreis Miesbach.
Das ehemalige Kirchdorf ist mit dem Hauptort zusammengewachsen und die Daten zur Volkszählung wurden letztmals 1925 getrennt erhoben.

## Geschichte
Der historische Siedlungskern liegt im Umfeld der Kirche St. Martin. Im Jahr 1900 hatte Westenhofen 25 Wohngebäude und 320 Einwohner, 1925 waren es 42 Wohngebäude und 522 Einwohner.

## Baudenkmäler
Siehe auch: Liste der Baudenkmäler in Westenhofen
- Filialkirche St. Martin, erbaut 1734 bis 1737